# 정준변환
정준 변환 또는 바른틀 변환(canonical transformation)이란 해밀턴 역학에서 해밀턴 방정식의 형태를 보존하는 일반화 좌표의 좌표변환을 말한다. 해밀턴 방정식의 형태를 보존한다는 말은, 다시 말해서 변환전의 좌표값과 변환후의 좌표값으로 치환함으로써 동일한 해밀토니안을 얻을 수 있다는 것을 말한다.

## 정의
일반화 좌표 {\displaystyle (q_{i},\;p_{i},\;t)}에서 주어진 다음과 같은 해밀토니안 방정식
{\displaystyle {\dot {p}}_{i}=-{\frac {\partial H}{\partial q_{i}}}}
{\displaystyle {\dot {q}}_{i}=~~{\frac {\partial H}{\partial p_{i}}}}
를 다른 일반화 좌표 {\displaystyle (Q_{i},\;P_{i},\;t)}로의 역변환이 가능한 좌표변환
{\displaystyle (q_{i},\;p_{i},\;t)\;\rightarrow \;(Q_{i},\;P_{i},\;t)}
에 대해 일반화 좌표 {\displaystyle (Q_{i},\;P_{i},\;t)}의 해밀턴 방정식이 다음과 같이 주어지면
{\displaystyle {\dot {P}}_{i}=-{\frac {\partial H}{\partial Q_{i}}}}
{\displaystyle {\dot {Q}}_{i}=~~{\frac {\partial H}{\partial P_{i}}}}
좌표변환 {\displaystyle (q_{i},\;p_{i},\;t)\;\rightarrow \;(Q_{i},\;P_{i},\;t)}를 정준 변환이라 한다.
즉 정준 변환이라 함은 변환 전후에서 해밀턴의 운동방정식이 동일하도록 하는 변환을 말한다.

## 같이 보기
- 해밀턴-야코비 방정식